# كريستينا باردو
كريستينا باردو (بالإسبانية: Cristina Pardo)‏ هي صحفية ومقدمة تلفزيونية إسبانية، ولدت في 5 يوليو 1977 في بنبلونة في إسبانيا.